# Porque fue sensible
El aguatinta Porque fue sensible es un grabado de la serie Los Caprichos del pintor español Francisco de Goya. Está numerado con el número 32 en la serie de 80 estampas. Se publicó en 1799.

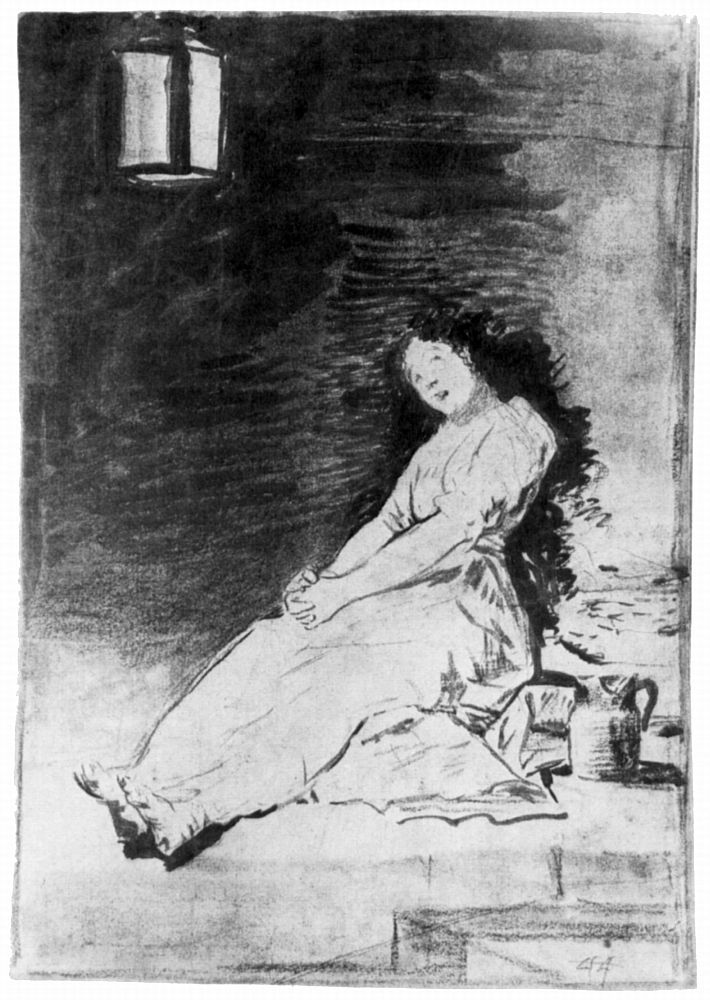

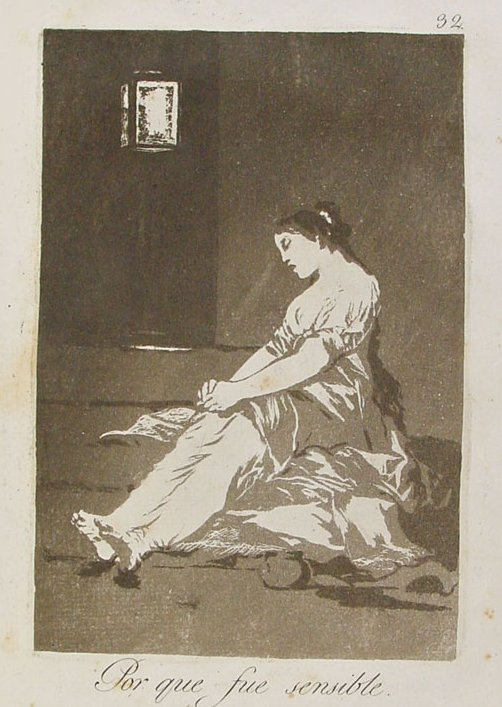

## Interpretaciones de la estampa
Existen varios manuscritos contemporáneos que explican las láminas de los Caprichos. El que se encuentra en el Museo del Prado se tiene como autógrafo de Goya, pero parece más bien despistar y buscar un significado moralizante que encubra significados más arriesgados para el autor. Otros dos, el que perteneció a Ayala y el que se encuentra en la Biblioteca Nacional, realzan la parte más escabrosa de las láminas.
- Explicación de esta estampa del manuscrito del Museo del Prado: Como ha de ser! Este mundo tiene sus altos y bajos. La vida que ella traía no podía parar en otra cosa.[2]
- Manuscrito de Ayala: La mujer de Castillo. Las muchachas incautas vienen a parar a parir a una prisión por demasiada sensibilidad.[2]
- Manuscrito de la Biblioteca Nacional: Las pobres mozas incautas van a las cárceles después de quedar preñadas por una natural sensibilidad (La mujer de Castillo.)[2][3][4]